# Dubai Tennis Championships 2017
Dubai Tennis Championships 2017 byl společný tenisový turnaj mužského okruhu ATP World Tour a ženského okruhu WTA Tour, hraný v areálu Aviation Club Tennis Centre na otevřených dvorcích s tvrdým povrchem. Dějištěm turnaje se stala Dubaj, metropole stejnojmenného emirátu ve Spojených arabských emirátech. Jednalo se o 25. ročník mužského a 17. ročník ženského turnaje.
Ženská část se konala mezi 20. až 26. únorem a řadila se do kategorie WTA Premier 5. Její celková dotace činila 2 666 000 miliony amerických dolarů. Muži soutěžili ve dnech 27. února až 4. března v rámci kategorie ATP World Tour 500. Dotace pro tuto polovinu dosáhla částky 2 617 160 amerických dolarů.
Nejvýše nasazenými v singlových soutěžích se stali světová jednička Andy Murray ze Spojené království a druhá hráčka klasifikace Angelique Kerberová z Německa. Jako poslední přímá účastnice do dvouhry nastoupila 74. americká žena pořadí WTA Catherine Bellisová a mezi muži v této roli na turnaji startoval 86. český tenista žebříčku ATP Adam Pavlásek.
Čtyřicátý pátý singlový titul na okruhu ATP Tour a první dubajský vybojoval první hráč světa Andy Murray. Šestý singlový triumf na okruhu WTA Tour získala 22letá Ukrajinka Elina Svitolinová, která se po turnaji poprvé v kariéře posunula do elitní světové desítky žebříčku WTA, když jí patřila 10. příčka. Stala se tak vůbec první Ukrajinkou, které se tento výkon podařil.
Třinácté společné turnajové vítězství si z mužské čtyřhry připsala nizozemsko-rumunská dvojice deblových specialistů Jean-Julien Rojer a Horia Tecău. Devátou společnou trofej pak v ženské čtyřhře vybojoval ruský pár olympijských vítězek Jekatěrina Makarovová a Jelena Vesninová.

## Rozdělení bodů a finančních odměn

### Rozdělení bodů
| Soutěž       | vítězové | finalisté | semifinalisté | čtvrtfinalisté | 16 v kole | 32 v kole | 56 v kole | Q  | Q2 | Q1 |
| ------------ | -------- | --------- | ------------- | -------------- | --------- | --------- | --------- | -- | -- | -- |
| dvouhra mužů | 500      | 300       | 180           | 90             | 45        | 0         | —         | 20 | 10 | 0  |
| čtyřhra mužů | 500      | 300       | 180           | 90             | 0         | —         | —         | 45 | 25 | 0  |
| dvouhra žen  | 900      | 585       | 350           | 190            | 105       | 60        | 1         | 30 | 20 | 1  |
| čtyřhra žen  | 900      | 585       | 350           | 190            | 105       | 1         | —         | —  | —  | —  |

### Finanční odměny
| Soutěž                              | vítězové | finalisté | semifinalisté | čtvrtfinalisté | 16 v kole | 32 v kole | 56 v kole | Q2     | Q1     |
| ----------------------------------- | -------- | --------- | ------------- | -------------- | --------- | --------- | --------- | ------ | ------ |
| dvouhra mužů                        | $523 330 | $256 565  | $129 100      | $65 655        | $34 100   | $17 980   | —         | $3 980 | $2 030 |
| čtyřhra mužů                        | $157 570 | $77 140   | $38 690       | $19 860        | $10 270   | —         | —         | —      | —      |
| dvouhra žen                         | $457 245 | $243 621  | $121 690      | $56 115        | $27 790   | $14 265   | $7 335    | $4 080 | $2 099 |
| čtyřhra žen                         | $139 300 | $70 480   | $34 880       | $17 560        | $8 900    | $4 395    | —         | —      | —      |
| částka ve čtyřhře je uvedena na pár |          |           |               |                |           |           |           |        |        |

## Dvouhra mužů

### Nasazení
| Stát                          | Hráč                  | ATP | Nasazení |
| ----------------------------- | --------------------- | --- | -------- |
| Spojené království            | Andy Murray           | 1.  | 1.       |
| Švýcarsko                     | Stan Wawrinka         | 3.  | 2.       |
| Švýcarsko                     | Roger Federer         | 9.  | 3.       |
| Francie                       | Gaël Monfils          | 12. | 4.       |
| Česko                         | Tomáš Berdych         | 14. | 5.       |
| Španělsko                     | Roberto Bautista Agut | 15. | 6.       |
| Francie                       | Lucas Pouille         | 17. | 7.       |
| Lucembursko                   | Gilles Müller         | 27. | 8.       |
| Žebříček ATP k 20. únoru 2017 |                       |     |          |

### Jiné formy účasti
Následující hráči obdrží divokou kartu do hlavní soutěže:
- Omar Alawadhi
- Roberto Bautista Agut
- Mohamed Safwat

Následující hráči postoupí z kvalifikace:
- Marius Copil
- Jevgenij Donskoj
- Denis Istomin
- Lukáš Rosol

#### Odhlášení
před zahájením turnaje
- Marcos Baghdatis → nahradil jej  Guillermo García-López

## Mužská čtyřhra

### Nasazení
| Stát                                                                                   | Hráč              | Stát      | Hráč                   | ATP | Nasazení |
| -------------------------------------------------------------------------------------- | ----------------- | --------- | ---------------------- | --- | -------- |
| Finsko                                                                                 | Henri Kontinen    | Austrálie | John Peers             | 11. | 1.       |
| Chorvatsko                                                                             | Ivan Dodig        | Španělsko | Marcel Granollers      | 27. | 2.       |
| Kanada                                                                                 | Daniel Nestor     | Francie   | Édouard Roger-Vasselin | 36. | 3.       |
| Nizozemsko                                                                             | Jean-Julien Rojer | Rumunsko  | Horia Tecău            | 45. | 4.       |
| Žebříček ATP k 20. únoru 2017; číslo je součtem žebříčkového postavení obou členů páru |                   |           |                        |     |          |

### Jiné formy účasti
Následující dvojice obdržely divokou kartu do hlavní soutěže:
- Omar Alawadhi /  Amirvala Madanchi
- James McGee /  David O'Hare

Následující pár postoupil z kvalifikace:
- James Cerretani /  Philipp Oswald

## Ženská dvouhra

### Nasazení
| Stát                          | Hráčka                     | WTA | Nasazení |
| ----------------------------- | -------------------------- | --- | -------- |
| Německo                       | Angelique Kerberová        | 2.  | 1.       |
| Česko                         | Karolína Plíšková          | 3.  | 2.       |
| Slovensko                     | Dominika Cibulková         | 5.  | 3.       |
| Polsko                        | Agnieszka Radwańská        | 6.  | 4.       |
| Španělsko                     | Garbiñe Muguruzaová        | 7.  | 5.       |
| Spojené království            | Johanna Kontaová           | 10. | 6.       |
| Ukrajina                      | Elina Svitolinová          | 13. | 7.       |
| Rusko                         | Jelena Vesninová           | 16. | 8.       |
| Česko                         | Barbora Strýcová           | 17. | 9.       |
| Dánsko                        | Caroline Wozniacká         | 18. | 10.      |
| USA                           | Coco Vandewegheová         | 20. | 11.      |
| Austrálie                     | Samantha Stosurová         | 21. | 12.      |
| Nizozemsko                    | Kiki Bertensová            | 22. | 13.      |
| Rusko                         | Anastasija Pavljučenkovová | 23. | 14.      |
| Francie                       | Caroline Garciaová         | 24. | 15.      |
| Itálie                        | Roberta Vinciová           | 25. | 16.      |
| Kazachstán                    | Julia Putincevová          | 27. | 17.      |
| Žebříček WTA k 13. únoru 2017 |                            |     |          |

### Jiné formy účasti
Následující hráčky obdržely divokou kartu do hlavní soutěže:
- Mona Barthelová
- Çağla Büyükakçay
- Pcheng Šuaj

Následující hráčky postoupily z kvalifikace:
- Čang Kchaj-čen
- Ons Džabúrová
- Elise Mertensová
- Aryna Sabalenková
- Sílvia Solerová Espinosová
- Čang Kchaj-lin
- Čeng Saj-saj
- Ču Lin

Následující hráčka postoupila z kvalifikace jako tzv. šťastná poražená:
- Mandy Minellaová

#### Odhlášení
před zahájením turnaje
- Timea Bacsinszká → nahradila ji  Wang Čchiang
- Eugenie Bouchardová → nahradila ji  Viktorija Golubicová
- Alizé Cornetová → nahradila ji  Lara Arruabarrenová
- Sara Erraniová → nahradila ji  Kristýna Plíšková
- Simona Halepová → nahradila ji  Jelena Jankovićová
- Johanna Kontaová → nahradila ji  Mandy Minellaová
- Karin Knappová → nahradila ji  Johanna Larssonová
- Světlana Kuzněcovová → nahradila ji  Lesja Curenková
- Monica Niculescuová → nahradila ji Catherine Bellisová
- Carla Suárezová Navarrová → nahradila ji  Cvetana Pironkovová

## Ženská čtyřhra

### Nasazení
| Stát                                                                                   | Hráčka                | Stát       | Hráčka                 | WTA | Nasazení |
| -------------------------------------------------------------------------------------- | --------------------- | ---------- | ---------------------- | --- | -------- |
| Francie                                                                                | Caroline Garciaová    | Francie    | Kristina Mladenovicová | 6.  | 1.       |
| Rusko                                                                                  | Jekatěrina Makarovová | Rusko      | Jelena Vesninová       | 11. | 2.       |
| Indie                                                                                  | Sania Mirzaová        | Česko      | Barbora Strýcová       | 19. | 3.       |
| Čínská Tchaj-pej                                                                       | Čan Jung-žan          | Švýcarsko  | Martina Hingisová      | 21. | 4.       |
| Čínská Tchaj-pej                                                                       | Čan Chao-čching       | Kazachstán | Jaroslava Švedovová    | 24. | 5.       |
| Česko                                                                                  | Andrea Hlaváčková     | Čína       | Pcheng Šuaj            | 26. | 6.       |
| USA                                                                                    | Abigail Spearsová     | Slovinsko  | Katarina Srebotniková  | 46. | 7.       |
| Česko                                                                                  | Lucie Hradecká        | Česko      | Kateřina Siniaková     | 48. | 8.       |
| Žebříček WTA k 13. únoru 2017; číslo je součtem žebříčkového postavení obou členů páru |                       |            |                        |     |          |

### Jiné formy účasti
Následující pár obdržel divokou kartu do hlavní soutěže:
- Fatma Al-Nabhaniová /  Mona Barthelová

## Přehled finále

### Mužská dvouhra
- Andy Murray vs.  Fernando Verdasco, 6–3, 6–2

### Ženská dvouhra
- Elina Svitolinová vs.  Caroline Wozniacká, 6–4, 6–2

### Mužská čtyřhra
- Jean-Julien Rojer /  Horia Tecău vs.   Rohan Bopanna /  Marcin Matkowski, 4–6, 6–3, [10–3]

### Ženská čtyřhra
- Jekatěrina Makarovová /  Jelena Vesninová vs.  Andrea Hlaváčková /  Pcheng Šuaj, 6–2, 4–6, [10–7]